# Pure Fitness

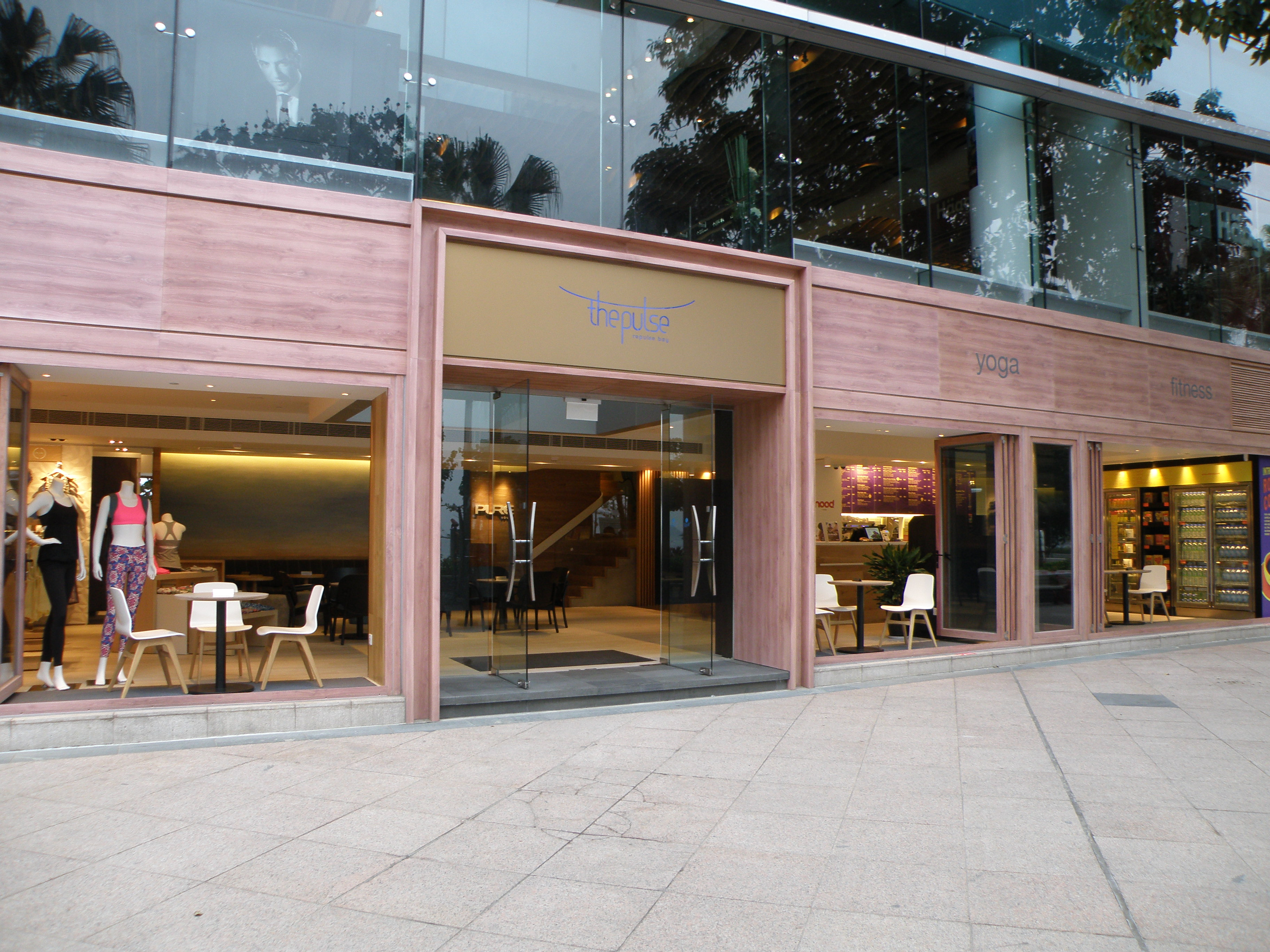
香港淺水灣健身瑜伽分店（已結業）

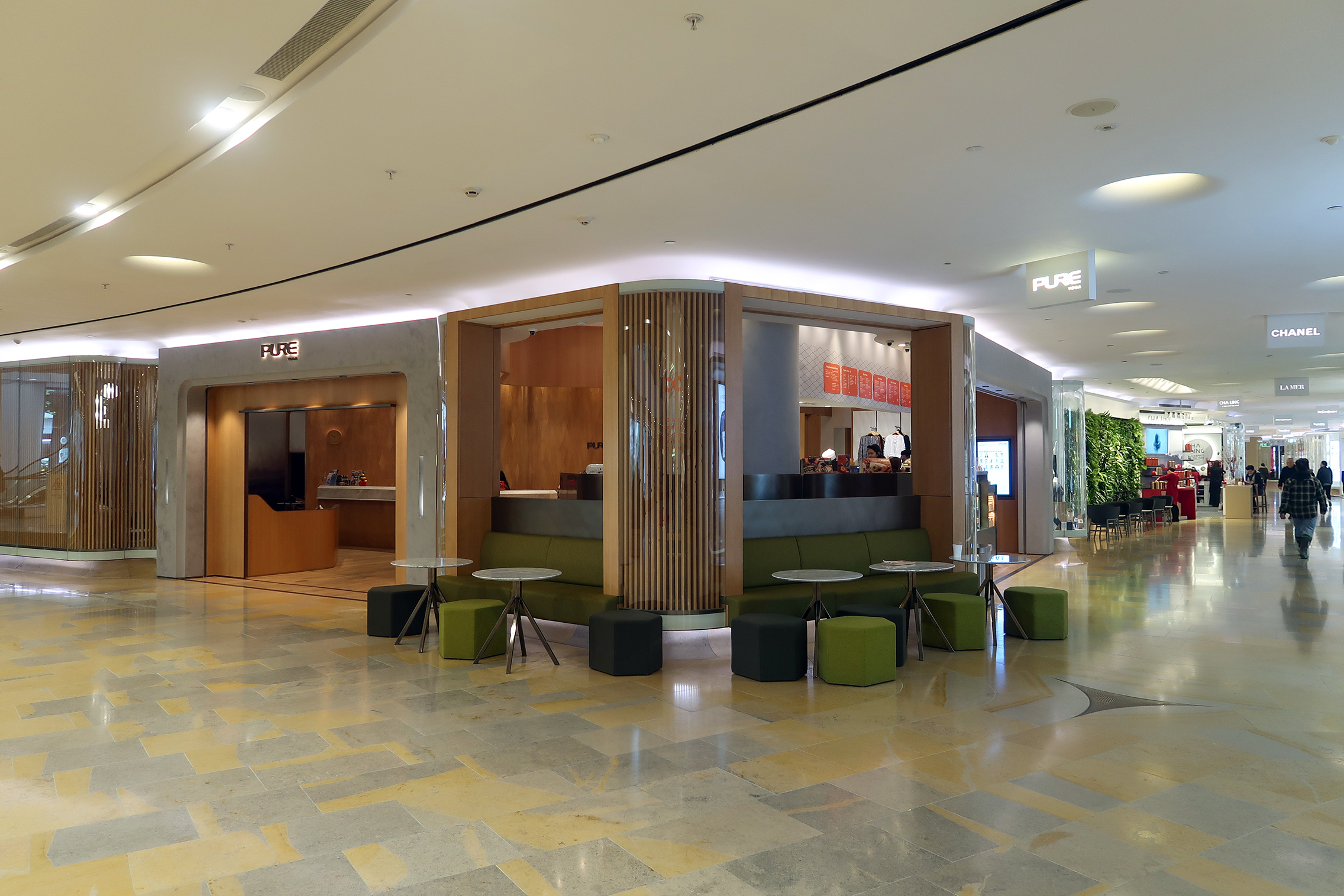
香港金鐘太古廣場瑜伽分店

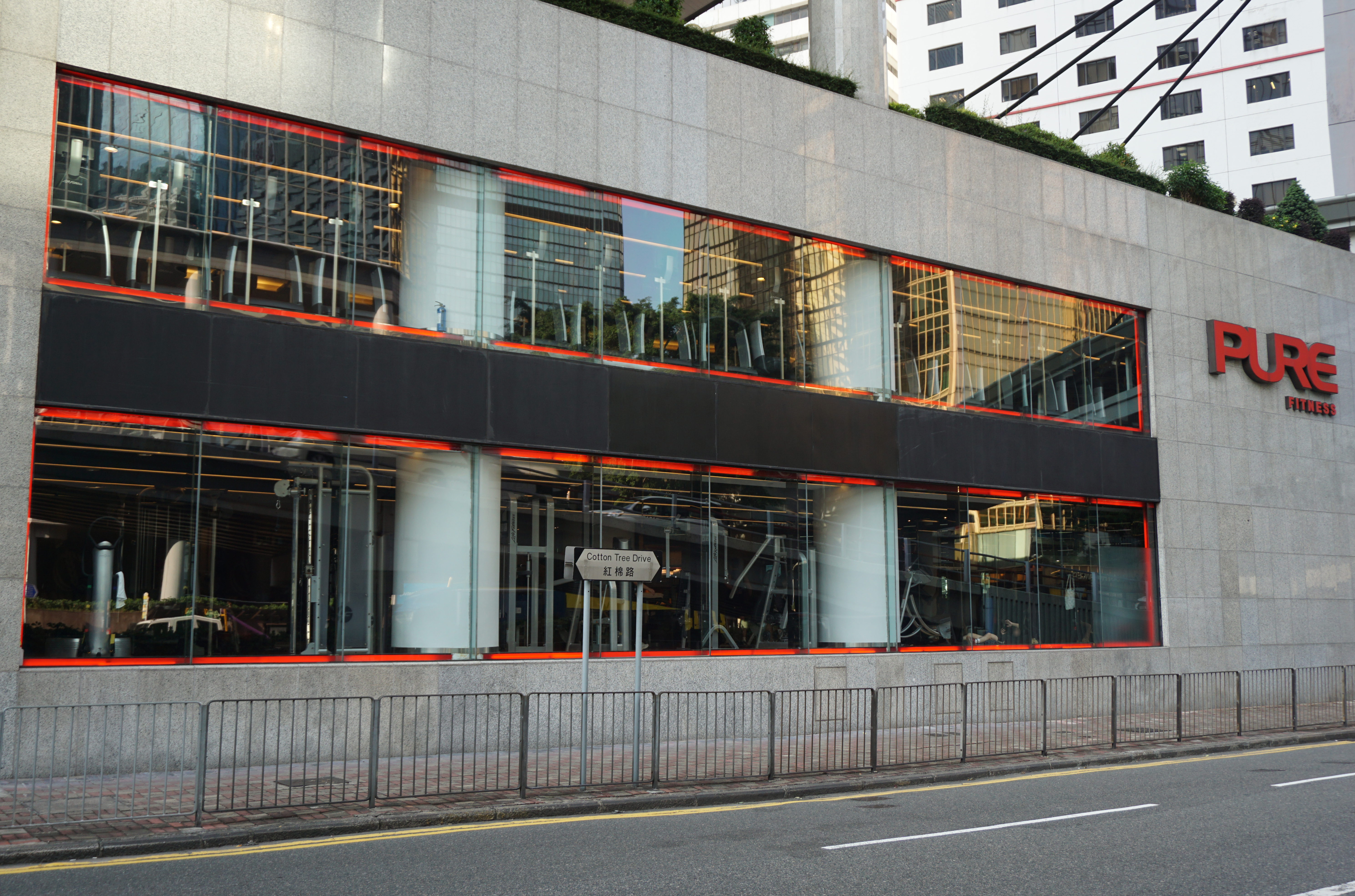
香港金鐘健身分店（已結業）

PURE Fitness，由科林·格蘭特（英語：Colin Grant）及樂裕民（英語：Bruce Rockowitz）於2002年所創立。PURE Fitness是PURE集團旗下的連鎖健身中心品牌，在香港、新加坡及上海分別設有11、2及5間健身中心，分店規模屬香港第六大，而在香港、新加坡、上海及紐約均有獨立的瑜伽會所，PURE亦曾於台灣設有業務，已於2019年初結業。PURE的收費比同業較為昂貴，絕大部份會所設於港島甲級商業大樓之內，目標顧客主要為白領階層。除健身及瑜伽業務外，亦有經營時裝店及餐廳。截至2022年1月，PURE擁有10萬名客戶及2,000位員工。

## 歷史
PURE Fitness於2003年11月16日首先進駐香港中環建業榮基中心，2004年11月在同區國際金融中心二期開設分店。
2007年5月衝出港島，在九龍旺角朗豪坊辦公大樓增設香港第三會所，2010年8月17日首次於新加坡烏節路設立會所（現已結業），同年11月在香港金鐘東昌大廈加設香港第四分店。2012年3月再於新加坡亞洲廣場增設當地第二會所，並成為PURE集團首間擁有泳池的健身中心，同年10月在香港利舞臺廣場設置當地第五分店，2014年12月在香港淺水灣The Pulse商場增設新會所。2015年4月10日添設蘭桂坊加州大廈第七香港會所，佔地達6層，設有全球首創270° 3D影像單車室，同年12月16日結束新加坡烏節路分店。2016年1月30日，PURE加設中環花旗銀行大廈分店（前Seasons Fitness舊址，並於2016年4月中開設泳池（室內）），於3月13日再增設鰂魚涌電訊盈科中心店（Fitness First舊址），同年12月在新加坡海洋金融中心重新增設當地第二分店（現已結業）。2017年12月添設新加坡第3會所（義安城），翌年4月1日及年底PURE分別於上海開設中國大陸首兩間健身店：iapm及世紀匯廣場，2019年8月加設香港第10會所（鰂魚涌太古坊一座 ），其後加設新加坡第4（新達城）及上海第3（上海中環廣場會館）分店，2020年11月1日增設東方眾鑫大廈第4會所。2020年3月中結束金鐘會所，其後於5月中及5月底增設香港第10（灣仔One Hennessy）及第11（牛頭角宏利廣場）分店。
2021年6月23日，PURE進駐尖沙咀K11 MUSEA，開設佔地逾30,000平方呎旗艦店，為全球最大及香港第12間會所，設置香港首見的SORINEX訓練架組合。
2023年10月8日新加坡新達城分店結束，同月15日加設上海第5會所（靜安嘉里中心）。2024年3月11日淺水灣店結業，香港健身會所減至11間。
所有會所除淺水灣及太古坊一座店外，均有桑拿及蒸氣浴室。PURE健身各分店均有毛巾、短袖運動衫褲及白襪供免費借用，亦有手機或平板電腦充電、耳挖棒、止汗劑、潤膚霜、髮膠、梳及剃鬚用品供使用，部份分店設有果汁小食吧及運動服用品店服務。

## 會員確診COVID-19事件
2020年3月19日，PURE兩名會員確診COVID-19，兩人均於3月去過蘭桂坊分店，而其中一人更使用另外兩間會所（中國工商銀行大廈及建業榮基中心），PURE於當日上午指由於已徹底清潔消毒，故毋須關門，被外界質疑罔顧會員健康，直至傍晚才宣佈涉事3間分店即時暫停營業，晚上進一步公佈3間會所停業14日，其餘分店關門2日，所有會員可免費延長會籍14日。3月20日，再多4名會員證實染病，4人曾到過蘭桂坊及建業榮基中心分店，同日PURE宣佈改為全部分店關閉兩星期以作深層清潔消毒。與確診者曾接觸的私人教練，以及三間分店的職員需接受隔離。3月27日，行政會議通過新規例，要求全港所有健身中心由3月28日下午6時起關閉14天，4月21日政府宣佈停業期進一步延長至5月7日，受影響包括PURE Fitness所有香港分店。。

## 欠交中環及牛頭角店多月租金及管理費 遭業主入稟法庭追討2200多萬港幣
PURE中國工商銀行大廈分店自2024年4月起欠交租金及管理費等費用。8月19日，業主入稟香港高等法院指PURE違反租約，要求法庭下令PURE連本帶利還款逾千三萬港元，並就違反租約作出賠償。原告指與PURE在2015年6月簽訂11年租約，租用中國工商銀行大廈2至4樓，以及冠君大廈3樓部分位置，租約有效期由2016年1月1日至2026年12月31日，期內月租由138.8至213萬港幣不等，每月管理費則為53.5萬港元。原告指PURE未交齊2024年4月至5月的租金，亦在同年6月至8月欠交管理費，以及差餉、新會員稅等雜費合共1268.3萬港元，利息約90.3萬元，要求法庭下令PURE連本帶利還款1358.6萬元，及就違反租約作出賠償。而牛頭角宏利廣場分店亦欠繳同年5至9月租金、冷氣及管理等費用達849萬港幣，業主屢次要求PURE補交但不成功，9月6日入稟高等法院要求法庭下令PURE連本帶利還款、交吉兩層分店單位，並就違反租約作賠償。PURE於2019年9月中與業主簽訂6年租約，期內租金介乎126.4至165.7萬元，入稟狀亦透露PURE於欠租期間7月的營業額達456.6萬元，顯示遠高於月租金額。牛頭角店欠租事件曝光後，PURE指已成功解決與業主的租約問題並達成協議，及已撤回相關訴訟，將與業主繼續保持良好的關係，至於所有PURE集團的健身和瑜伽中心均正常營運及提供恆常服務。一名PURE前高層對公司前景感到憂慮，因此早前已經離職，並已奉勸身邊朋友暫時不要續長約或購買大量新的課程套票，免招損失；另外有PURE會員反映，留意到中心近期有不尋常情況，包括不提供毛巾及可報瑜伽班堂數也減少，擔心是結業先兆。

## 裁員
2021年1月，受新冠疫情肆虐、健身室屢次被勒令關門多月、政府資助不足、業主未有充分減租等影響，PURE裁減香港前線與後勤員工至少30人，而所有被裁僱員將根據勞工法例取得相應賠償。
2024年8-9月，PURE稱因投資人工智能及自動化技術而解僱40多人，包括前線健身教練與營養師，人力資源、市場行銷等多個後勤部門員工，部份更屬中高層職位。部份職員遭裁減一週後的法定期內仍未獲發最後薪金，故向勞工處求助，涉款額約數萬港元。有遭解僱職員表示公司要求簽署「終止合約」文件，列明不能追究公司及提出法律訴訟，PURE則指法定補償未有遲繳，部分佣金以月結計，預期一週內支付。有被開除教練的學員向其反映，有公司職員稱他們是轉工而自行辭職，並非被公司解僱，屬不實指控，有部份早已預約的學員也因此投訴該教練臨時轉工「爽約」，誠信受損害，教練只好逐一向學員解釋，擔心因不實指控流失更多學員。

## 軼事
與其他健身集團一樣，曾有顧客因過度劇烈運動加上隱疾而猝死分店內。
2008年8月，一名年長日本籍男子於國際金融中心二期分店參加健身單車班，踏單車約20分鐘後突暈倒，送院後不治。
2011年1月，一名墨西哥籍男飛機師於金鐘分店踏健身單車後，休息期間疑似心臟病發暈倒。救護員接報到場為事主進行三次電擊急救，送院搶救後不治。
2010年4月則發生罕見意外，一名於PURE健身任職的私人健身教練，在國際金融中心二期分店下班後，與友人在該商場4樓同屬Pure集團的「Red酒吧餐廳」消遣，離開時懷疑帶醉搭乘扶手電梯由4樓落3樓期間，失足飛墮約15米下一樓大堂，送院搶救後不治。

## 其他業務
- Pure Yoga
- KURIOS by Pure Apparel
- Nood Food
- Pure Nutrition
- Pure Online

## 外部連結
- 官方网站